# Königliche Wissenschafts- und Literaturgesellschaft in Göteborg
Die Königliche Wissenschafts- und Literaturgesellschaft in Göteborg (schwedisch Kungliga Vetenskaps- och Vitterhets-Samhället i Göteborg, abgekürzt KVVS) ist eine 1773 in Göteborg gegründete schwedische Akademie.

## Geschichte
Die Ursprünge der Akademie liegen in einem Club für Schöne Literatur, der 1760 von Johan Rosén, dem Lektor von Göteborgs Gymnasium, gegründet wurde. Sein Nachfolger, der spätere Bischof Martin Georg Wallenstråle, nahm weitere hochgestellte Personen aus Göteborg und anderen Teilen des Landes als Mitglieder auf und bildete den Club zu einer Akademie um. Mitglieder der ersten Stunde waren z. B. Niclas Sahlgren (Direktor der schwedischen Ostindischen Kompanie), Jonas Alströmer, William Chalmers, der Autor Jacob Wallenberg und der Botaniker Pehr Osbeck sowie auch wenige Frauen wie Anna Maria Lenngren. Anfänglich befasste sich die Akademie nur mit schöngeistiger Literatur; doch alsbald entstanden neue Sektionen, beispielsweise für Ökonomie, Naturgeschichte, Botanik und zur Geschichte Schwedens bzw. Göteborgs. Gustav III. (Schweden) bestätigte die Akademie am 6. März 1778.

## Beschreibung
Die Akademie bestand am 1. Januar 2013 aus fünf Ehrenmitgliedern, 268 schwedischen und 90 ausländischen Mitgliedern. Neue Mitglieder werden durch Wahl gewonnen. Zwischen September und Mai finden monatliche Treffen statt. Eine öffentliche Zusammenkunft wird jedes Jahr am 24. Januar, dem Feiertag der Akademie und Geburtstag von Gustav III. abgehalten. Die Finanzen der Akademie gründen sich aus 17 Fonds und der größte Teil von diesen wird als Stipendien verteilt. Weitere finanzielle Mittel gehen als wissenschaftliche und literarische Preise an Personen mit herausragenden Leistungen auf diesen Gebieten. Zum Beispiel erhielt Esaias Tegnér 1802 und 1804 seine ersten Auszeichnungen von dieser Akademie.
Ein weiterer Schwerpunkt ist die Unterstützung von schwedischen Museen. Durch enge Verknüpfung mit der Ostindischen Kompanie konnte die Akademie eine Vielzahl von Gegenständen und Naturalien aus fernen Ländern ansammeln. Diese Objekte bildeten den Grundstock für fast alle Museen und den Botanischen Garten von Göteborg. Im späten 18. und frühen 19. Jahrhundert unterstützte die Akademie mehrere wissenschaftliche Expeditionen, wie Adolf Erik Nordenskiölds Reise mit dem Schiff Vega.